# Giovanni Galasso
Giovanni Galasso ist ein italienischer Kameramann.

## Leben
Galasso debütierte 1999 mit dem Fernsehfilm Die Bibel – Esther als Kameramann. Seitdem ist er vor allen Dingen als Kameramann für weitere Bibelfilme wie Joseph von Nazareth und Die Bibel – Apokalypse, und Historienfilme wie Augustus – Mein Vater der Kaiser und Nero – Die dunkle Seite der Macht bekannt geworden. Regisseure, mit denen er häufiger zusammenarbeitete, sind Roger Young und Raffaele Mertes. 

## Filmografie (Auswahl)
- 1999: Die Bibel – Esther (Esther)
- 2000: Die Bibel – Paulus (San Paolo)
- 2000: Joseph von Nazareth (Giuseppe di Nazareth)
- 2000: Maria Magdalena (Maria Maddalena)
- 2001: Judas (Giuda)
- 2001: Thomas (Tommaso)
- 2002: Die Bibel – Apokalypse (San Giovanni – L'apocalisse)
- 2003: Augustus – Mein Vater der Kaiser (Imperium – Augustus)
- 2004: Nero – Die dunkle Seite der Macht (Imperium: Nerone)
- 2006: Das Ende der Götter (L’inchiesta)
- 2007: Pompeji – Der Untergang (Pompei)